# قصر بيت الدين

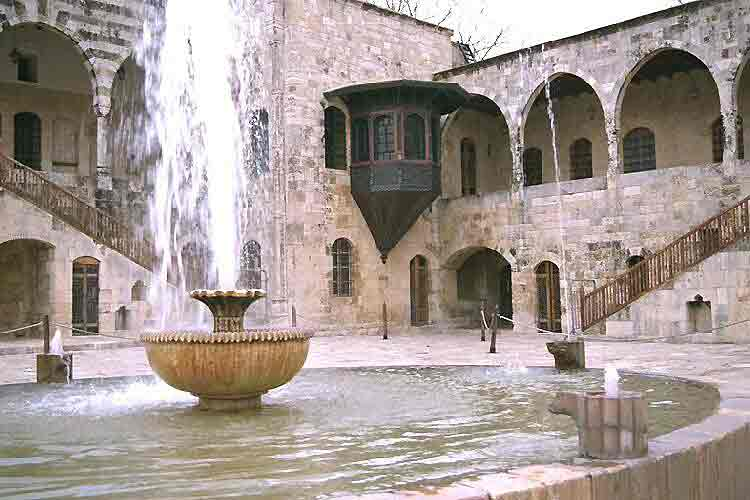
واجهة قصر بيت الدين

قصر بيت الدين أو قصر الأمير بشير الواقع في منطقة الشوف في جبل لبنان، وهو واحد من أهم المزارات السياحية في لبنان، ويعتبر من أفضل الأمثلة على العمارة اللبنانية في أوائل القرن التاسع عشر. وهو إلى جانب أهميته السياحية يحتضن المقر الصيفي لرئاسة الجمهورية اللبنانية.

## تاريخه

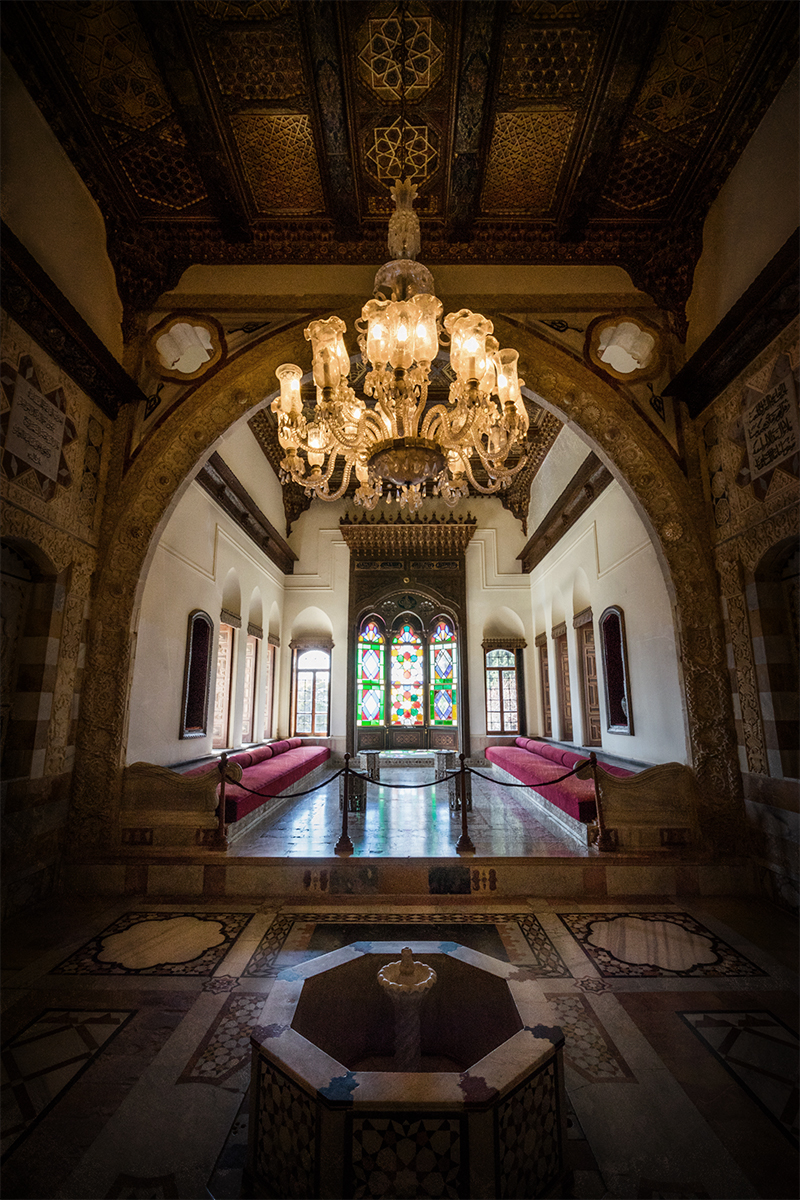
من داخل القصر.

في نهاية القرن السابع عشر وبعدما انتقلت السلطة إلى بني شهاب، قام الأمير بشير الثاني بنقل عاصمة الإمارة من دير القمر إلى بيت الدين التي قام ببناء قصره فيها. وبعد نفي الأمير بشير الثاني إلى إسطنبول عام 1840 ألغي نظام الإمارة وتحول القصر إلى مقر للولاة العثمانيين ومن ثم للمتصرفين الذين تعاقبوا على جبل لبنان بين عامي 1860 و 1915. ومع الانتداب الفرنسي، شغلته السلطات الفرنسية غداة الحرب العالمية الأولى. ثم أصبح مقراً صيفياً لرئيس الجمهورية في عهد الشيخ بشارة الخوري.

## مواقع خارجية
- قصر بيت الدين: طراز العمارة اللبنانية يحاكي رونق الأندلس الرائع